# Alfisol

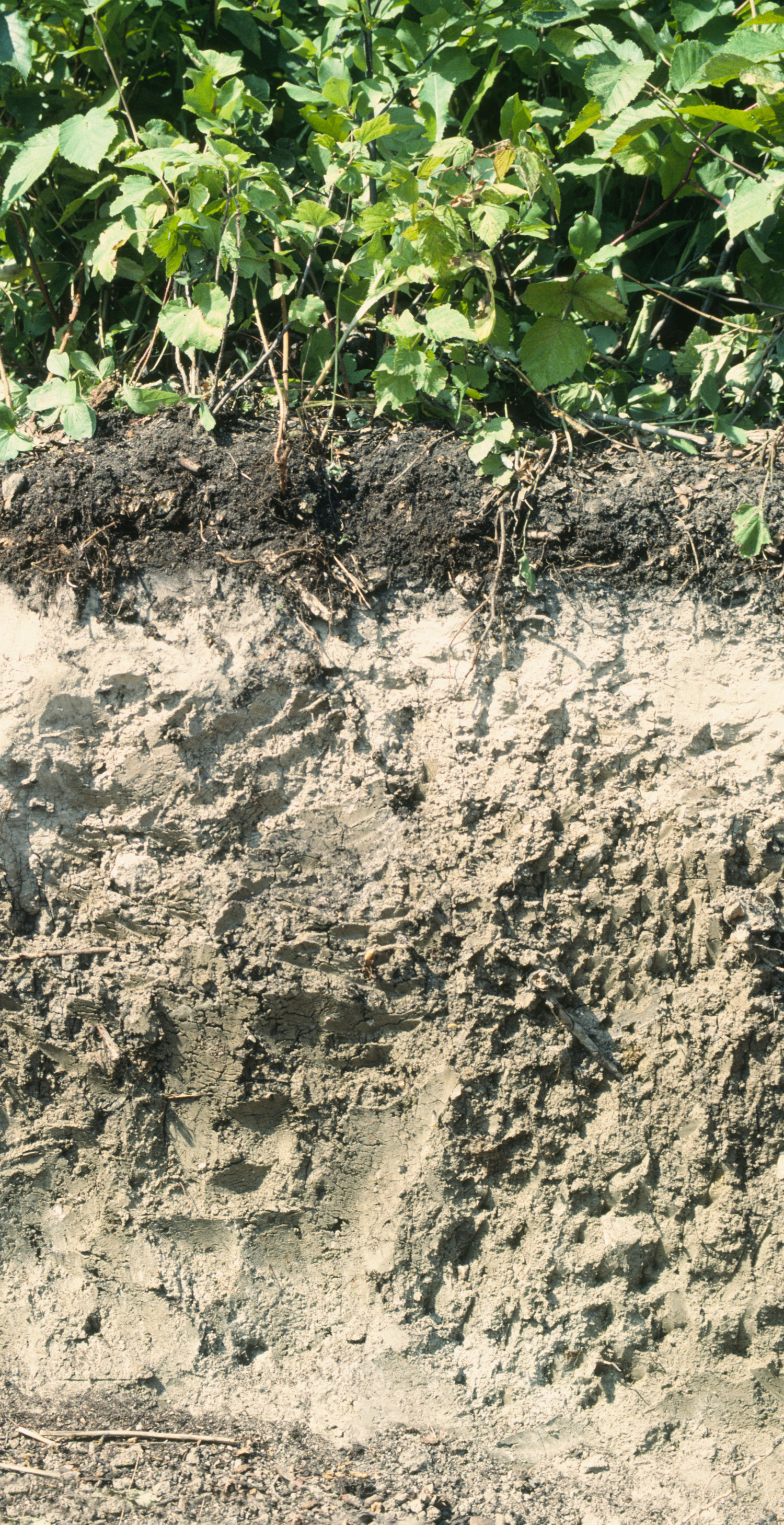
Alfisol

Als Alfisol bezeichnet man gemäß der USDA Soil Taxonomy gut entwickelte Böden mit einem durch Lessivierung entstandenen Tonanreicherungshorizont im Unterboden. Sie finden sich besonders in den gemäßigten Breiten in Regionen mit relativ feuchtem Klima, etwa im Osten und Südwesten Australiens, Ostindien, dem Südosten und Westen Afrikas, an der Ostküste und im Südwesten Brasiliens, vereinzelt in Kanada und den USA sowie in einem breiten Streifen von Frankreich und den Beneluxstaaten über Mittel- und Südosteuropa bis nach Russland.
Meist leicht bis mäßig sauer, gelten Alfisole als sehr fruchtbare Böden und werden entsprechend häufig landwirtschaftlich genutzt. Oft finden sie sich unter Laubwäldern, wo das jährlich abfallende Laub schnell in den Mineralboden eingearbeitet und zersetzt wird und günstigste Humusformen, z. B. Mull, entstehen lässt.
Weltweit sind etwa 12,6 Millionen Quadratkilometer Boden bzw. 10 Prozent der eisfreien Landfläche von Alfisolen bedeckt.

## Klassifikation
Man unterscheidet insgesamt fünf Unterordnungen (suborders):
- Aqualf: Alfisole mit hydromorphen Merkmalen im Unterboden.
- Cryalf: Alfisole über Permafrost.
- Udalf: Alfisole feucht-gemäßigter Klimagebiete, in denen der Niederschlag die Verdunstung übersteigt.
- Ustalf: Alfisole (sub)tropischer Gebiete mit Monsunklima oder Sommerregen.
- Xeralf: Alfisol der winterfeuchten Subtropen (z. B. Mediterrangebiete).

In der deutschen Bodensystematik entsprechen sie im Wesentlichen den Parabraunerden.
In der internationalen Bodensystematik nach World Reference Base entsprechen sie den Luvisolen, Lixisolen und Retisolen. Alfisole mit hohen Gehalten an austauschbarem Natrium gehören zu den Solonetzen, Alfisole mit markantem Stauwassereinfluss zu den Stagnosolen und Planosolen.